# Dries Van Gestel
Dries Van Gestel (30 de setembre de 1994) és un ciclista belga, professional des del 2016. Actualment corre a l'equip Team TotalEnergies.

## Palmarès
- 2012
  -  Campió de Bèlgica júnior en ruta
  - 1r a la Remouchamps-Ferrières-Remouchamps
- 2015
  - Vencedor d'una etapa a la Carpathia Couriers Path
- 2017
  - Vencedor d'una etapa al Tour dels Fiords
- 2022
  - 1r al Tour de Drenthe

### Resultats a la Volta a Espanya
- 2023. 107è de la classificació general